# 1659 en France
Chronologie de la France
- 1655
- 1656
- 1657
- 1658
- 1659
- 1660
- 1661
- 1662
- 1663

Cette page concerne l’année 1659 du calendrier grégorien.

## Événements
- 9 janvier : lettre d’adieu de saint Vincent de Paul à Retz[1].
- 13 janvier : départ de la cour de Lyon pour Paris où elle arrive le 28 janvier[2]. Démêlés entre la duchesse de Nemours et la princesse de Carignan à propos de l’occupation de l’hôtel de Soissons[3].
- 25 janvier : achevé d’imprimer de la seconde édition du recueil collectif publié par Mademoiselle de Montpensier sous le titre de Recueil des portraits et éloges en vers et en prose. La Rochefoucauld donne son Portrait par lui-même, sa première œuvre publiée[4] ; il se rencontre avec Madame de La Fayette, qui donne, dans le même recueil, un portrait de Madame de Sévigné[5].

- 8 février : Septième écrit des curés de Paris[6].
- 14 février : émeute à Aix-en-Provence dirigée contre le premier président du Parlement, Henri de Forbin-Maynier, baron d’Oppède[7].
- 17 février : mort d’Abel Servien ; le 21 février, Fouquet devient seul surintendant des finances[8]. Dans l’intervalle, Colbert et Hervart tentent de persuader Mazarin de faire nommer un successeur à Abel Servien, qui ne soit pas Fouquet. Le 19 février, Mazarin déclare à Hervart et Fouquet qu’il va prendre la fonction de Servien. Fouquet fait comprendre à Mazarin qu’en prenant la fonction il devra être caution des engagements de l’État. Mazarin grommelle « On m’a fait faire ici un méchant pas ! ». Le 20 février, Mazarin prend Fouquet à part et lui annonce qu’il sera seul surintendant[9].
- Février :
  - Bossuet prêche  à la demande de Vincent de Paul sur l’éminente dignité des Pauvres, aux Filles de la Providence, à Paris[10].
  - Pascal, gravement malade, abandonne tout travail scientifique[11].

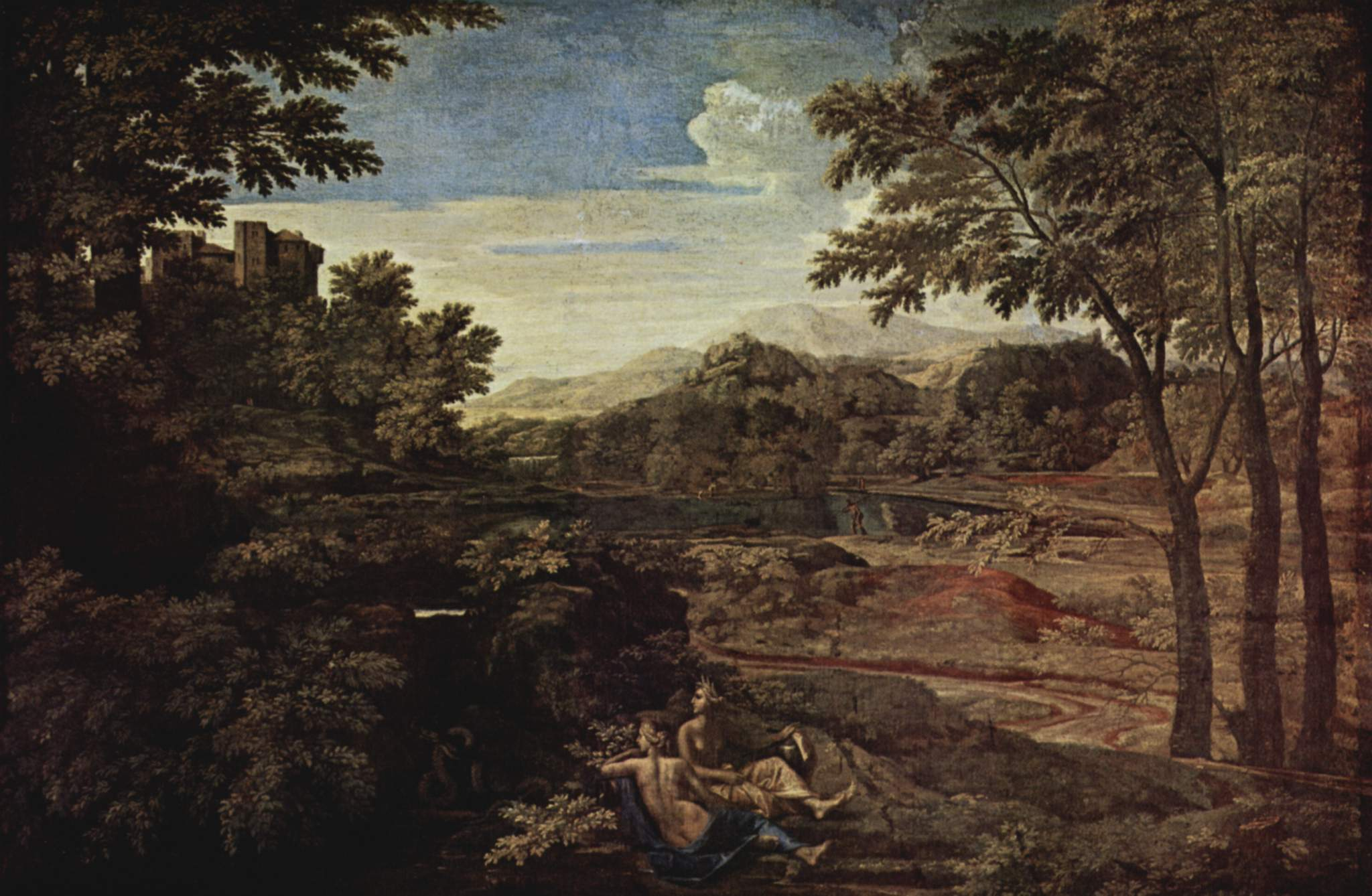
Paysage aux deux nymphes, Nicolas Poussin

- 3 mars : le duc de Mercœur, gouverneur de la Provence, fait occuper Aix par ses troupes[7].
- 9 mars : Don Juan d’Autriche vient à Paris. Il est le fils naturel de Philippe IV, roi d’Espagne, et de Marie Calderona, comédienne[12].
- 19 mars : Bossuet prononce le Panégyrique de saint Joseph, à Paris, aux Carmélites[13].

- Mars ou avril : Régnault des Landes, gouverneur de Concarneau est démis par Basile Fouquet[14].

- 3 - 12 avril : Bossuet prêche, à Saint-Lazare, la retraite préparatoire à l’ordination de Pâques, sur la théologie morale[15].
- 5 avril : le roi d’Espagne part de Madrid afin de négocier le traité des Pyrénées ; il est le 11 mai à Saint-Sébastien, d’où il part le 2 juin pour Fontarrabie[16].
- 9 avril : Biscaras, officier des gendarmes du cardinal de Mazarin, insulte le prince de Marcillac à l’instigation de l’abbé Fouquet. La querelle manque dégénérer en duel et le roi fait mettre les deux adversaires pendant quelques jours à la Bastille[17].
- 11 avril : Bussy-Rabutin arrive chez le duc de Vivonne pour participer à la  « débauche de Roissy », avec leurs amis libertins, Guiche, Vardes, Manicamp, Philippe Mancini et l’abbé Le Camus, du Vendredi saint à Pâques (13 avril)[18]. Ils passent pour avoir mangé de la viande, baptisé un cochon de lait et composé des alleluias parodiques concernant les amours du roi et de Marie Mancini[19].

- 7 mai : suspension d’armes franco-espagnole[20].
- 10 mai : représentation par la troupe de Molière de L’Étourdi au Louvre[21]. Il y joue à nouveau le 21 octobre 1660 Les Précieuses ridicules[21].
- 15 mai : le duc d’Orléans arrive à Paris[22].
- 18 mai : fête donnée par Lionne à Berny, à deux lieues de Paris, où est le roi  et l’envoyé de l’Espagne, Antonio Pimentel[23].
- 25 mai : Bossuet donne le Panégyrique de saint Thomas de Villeneuve, à Paris, aux Petits-Augustins[15].
- 28 mai : rapport du marquis de Caracena, général commandant la cavalerie espagnole en Flandre, au ministre espagnol Luis de Haro : apprenant l’avancée des négociations de paix entre la France et l’Espagne, le cardinal de Retz quitte la Hollande pour Bruxelles, afin de se concerter avec Condé. Les deux hommes auraient accepté, à la demande de l’Espagne, de se joindre à la révolte des nobles normands et autres. Retz se fait fort de décider le clergé parisien de soutenir le soulèvement. À la nouvelle de la suspension d’armes, Retz se rend auprès de Condé et le prince et le cardinal décident de se réconcilier chacun de son côté avec Mazarin, tout en s’entendant pour renverser le ministre après la paix[24].

- 4 juin : préliminaires de paix entre la France et l’Espagne[25].
- 15 juin : Louis Fouquet, frère cadet de Nicolas Fouquet, reçoit la charge de chancelier des ordres du Roi après la démission de Basile Fouquet actée le 24 janvier[26].

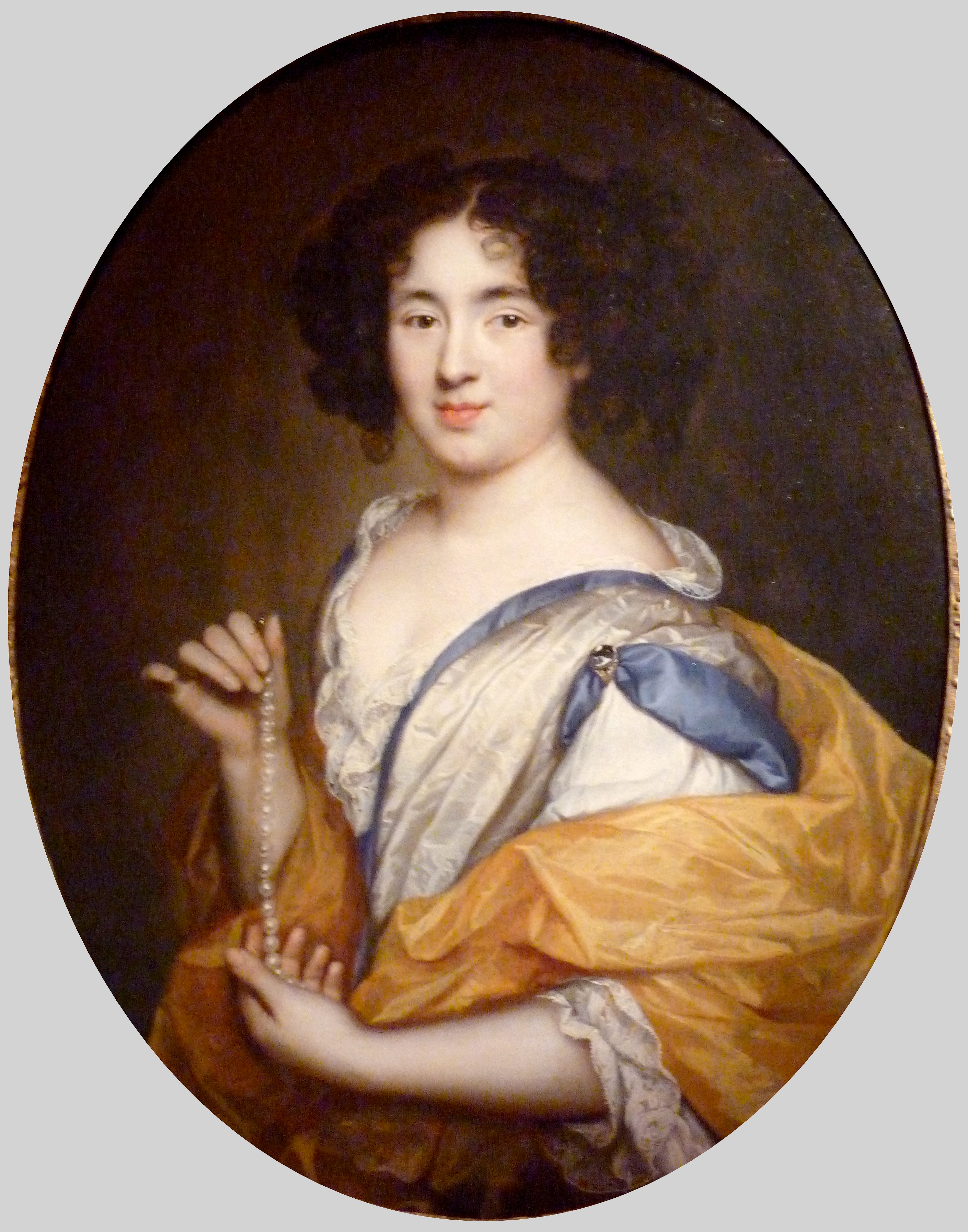
Marie Mancini, portrait présumé par Pierre Mignard, vers 1660. Amour de jeunesse de Louis XIV, celui-ci lui donne un rang de 35 perles en cadeau d’adieu lors de son mariage avec Marie-Thérèse d’Autriche.

- 21 juin : adieux de Louis XIV à Marie Mancini[25].
- 22 juin : le cardinal Mazarin quitte Fontainebleau pour se rendre à Saint-Jean-de-Luz[25]. La cour ne quitte Fontainebleau que le 28 juillet ; elle va d’abord à Bordeaux, où elle arrive le 19 août.
- 23 juin : Hugues de Lionne est nommé ministre d’État par le roi de France[27].
- 26 juin : Mazarin s’arrête à Vaux. Il demeure la journée et la nuit[28].
- 30 juin : Gaston d’Orléans reçoit magnifiquement Mazarin à Chambord[29] ; lors d’une longue promenade à cheval, Monsieur est consulté par Mazarin sur le mariage de Louis XIV avec l’infante d’Espagne[30].

- 10 juillet : Bussy-Rabutin reçoit du roi l’ordre de se retirer dans ses terres après l’affaire de Roissy[31]. Début de 18 mois d’exil de la cour interrompus par des visites clandestines à Paris.
- 11 juillet : La Rochefoucauld, rentré en faveur, reçoit du roi une pension de 8 000 livres[32].
- 17 juillet : le roi va visiter Vaux, et Fouquet offre à la cour une collation campagnarde[28].
- 21 juillet : Bossuet prêche le Panégyrique de saint Victor, à l’abbaye Saint-Victor de Paris[33].
- 22 juillet : le contrôleur général Hervart écrit à Mazarin pour dénoncer les agissements financiers de Fouquet[34]. Il engage un complot contre le surintendant ourdi par lui, Talon et Colbert.
- 28 juillet : la cour quitte Fontainebleau ; elle va d’abord à Bordeaux, où elle arrive le 19 août[35]. Elle ne reviendra de ce périple, qui voit la signature du traité des Pyrénées et le mariage de Louis XIV, que le 13 juillet 1660, un an après.
- 31 juillet : bal donné par Gaston d’Orléans à Chambord, la Grande Mademoiselle y assiste. Récit ironique de celle-ci. Le lendemain, à quatre heures du matin, Monsieur va voir sa fille dans sa chambre et lui recommande de prendre soin de ses sœurs. Dernière conversation[35].
- Juillet : sécheresse dans le Sud de la France pendant la plus grande partie de l’été et tout l’automne. À Nîmes, il ne pleut que le 8 janvier 1660[36].

- 13 août - 12 novembre : vingt-cinq conférences, sur l’île des Faisans, entre plénipotentiaires français et espagnols[25].
- 19 août : arrivée de la cour à Bordeaux. Elle y reste jusqu’au 5 octobre[2].
- 29 août : publication d’un violent libelle contre la paix ; Mazarin l’attribue au cardinal de Retz[24].
- 31 août  : Colbert écrit à Mazarin que les finances ont grand besoin d’une Chambre de justice sévère et rigoureuse, c’est-à-dire une juridiction d’exception chargée de reconsidérer la dette de l’État[37].
- Août : deuxième séjour de Pascal à Port-Royal[38].

- 12 septembre :
  - Mazarin reçoit une lettre anonyme qui lui suggère de comprendre Retz dans le traité de paix. Retz en est sans doute l’auteur[24].
  - Bossuet est dit résidant au Doyenné de Saint-Thomas-du-Louvre[15].
- 26 septembre : mariage à Vaux de Charles Louis de Simiane-Claret avec Madeleine Hay de Couëllans, une nièce de Fouquet[39]. Y assiste Jacques Coste, compagnon de Fouquet lors de l’émeute de Valence en août 1644, devenu Président du Parlement du Dauphiné le 1er mars 1659[40].
- 28 septembre : Fouquet, accompagné de Gourville et à la demande de Mazarin, va rejoindre la cour à Bordeaux[41]. Il s’agit de déterminer quel don gratuit sera réclamé en octobre aux États de Languedoc.

- 1er octobre : ouverture à Toulouse des États de Languedoc[42], présidés par François, archevêque de Narbonne, frère de Nicolas Fouquet[43].
- 2 octobre : envoi d’un mémoire secret de Colbert à Mazarin, à Saint-Jean-de-Luz : « votre Éminence trouvera ci-joint un mémoire qui m’est échappé des mains, quoique je sache bien qu’il ne contient que des ombres d’une connaissance dont Votre Éminence a toutes les lumières. S’il y a quelque chose qui ne lui plaît pas, je la supplie de le jeter au feu dès la première page. Au surplus, Votre Éminence verra combien il est important qu’il demeure secret… »[44]. Le mémoire est intercepté à Bordeaux et Fouquet en a connaissance le 5 octobre. Mazarin le reçoit le 15 octobre à Saint-Jean-de-Luz. Il répond à Colbert, le 21 octobre, mais réaffirme sa confiance au surintendant[45].

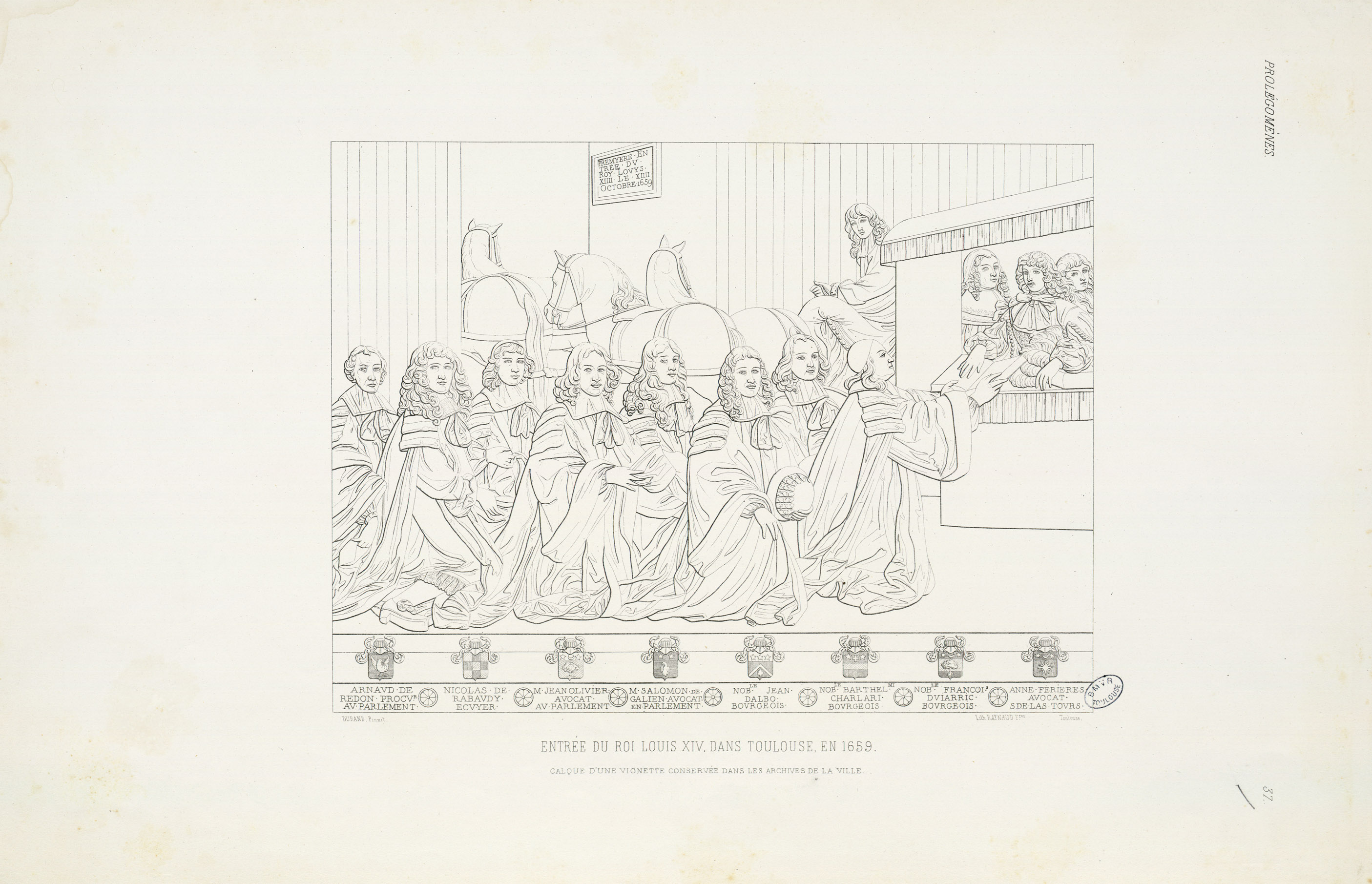
14 octobre : entrée du roi Louis XIV dans Toulouse. Calque d’une vignette conservée dans les archives de la ville

- 6-14 octobre : la cour se rend de Bordeaux à Toulouse où elle reste jusqu’au 27 décembre[46].
- 15 octobre : le duc de Lorraine est libéré par les Espagnols grâce à l’intervention de Mazarin[47]. Le 27 novembre, il est à Blois, rejoint le 29 novembre par François de Lorraine et le prince Charles, son fils, venant de Paris[48].
- 16 octobre : à Marseille, un ordre du roi est déchiré en plein hôtel de ville[7]. Insolence sans précédent dans une ville pourtant très indocile.

Acquisition de la France au traité des Pyrénées.

- 7 novembre : signature du traité des Pyrénées et du contrat de mariage de Louis XIV et de Marie-Thérèse[8]. Le Roussillon, la Cerdagne, l’Artois et des places fortes sur la frontière du Nord-Est (Gravelines, Le Quesnoy, Landrecies, Avesnes, Philippeville, Mariembourg, Montmédy et Thionville) deviennent français. Louis XIV épousera l’infante Marie-Thérèse avec une dot de 500 000 écu pour sa renonciation au trône d’Espagne. Le duc de Lorraine perd le Barrois, les places de Dun-sur-Meuse, Jametz, Moyenvic, Marsal et Stenay, et une route entre la France et l’Alsace via Metz[47]. Prince du sang, soutenu par le roi d’Espagne, Condé rentre en grâce. Non Retz, que personne ne soutient plus, dont la naissance n’est pas assez illustre et que la haine de Mazarin poursuit. Il doit donc retourner en Hollande[24].
- 10 novembre : à Loudun, ouverture du 29e et - pour les temps modernes - dernier synode des Églises réformées de France (fin le 10 janvier 1660)[49];
- 13 novembre : mariage du prince de Marcillac, fils de La Rochefoucauld, avec sa cousine, Jeanne-Charlotte du Plessis-Liancourt, ce qui rétablit la maison de La Rochefoucauld[50].
- 18 novembre : Molière donne la première représentation des Précieuses ridicules au Théâtre du Petit-Bourbon, en deuxième partie de Cinna. La pièce reprise le 2 décembre, toujours en complément de tragédies, triomphe auprès du public[51].
- 22 novembre : Mazarin arrive à Toulouse[46].
- 25 novembre : les capitouls de Toulouse sont nommés par lettre de cachet[42].
- 28 novembre : privilège de faire et vendre du chocolat accordé pour 29 ans par le roi au premier valet de chambre du comte de Soissons, David Chaillou[52] ; début de la mode de cette boisson.

- 27 décembre : clôture des États de Languedoc[46]. Ils accordent au roi un don gratuit de trois millions de livres[53].
- 28 décembre : départ de la cour de Toulouse[46] pour Montpellier où elle arrive le 5 janvier 1660.